# Österrike i olympiska sommarspelen 1932
Österrike deltog med 19 deltagare vid de olympiska sommarspelen 1932 i Los Angeles. Totalt vann de en guldmedalj, en silvermedalj och tre bronsmedaljer.

## Medaljer

### Guld
- Ellen Preis - Fäktning, florett.

### Silver
- Hans Haas - Tyngdlyftning.

### Brons
- Nikolaus Hirschl - Brottning, fristil, tungvikt.
- Nikolaus Hirschl - Brottning, grekisk-romersk stil, tungvikt.
- Karl Hipfinger - Tyngdlyftning.